# Liste mosambikanischer Schriftsteller
Liste mosambikanischer Schriftsteller:

## A
- Yohanna Barnaba Abdallah († 1924)
- Sebastião Alba (1940–2000)
- João dos Santos Albasini (1876–1922)
- José Albasini
- Orlando de Albuquerque (* 1925)
- Fonseca Amaral (1928–1992)
- Armando Artur (* 1962)

## B
- Heliodoro Baptista (* 1944)
- Nunu Bermudes
- Juvenal Bucuane (* 1951)

## C
- Campos Oliveira (1847–1911)
- Carlos Cardoso (1951–2000)
- Suleiman Cassamo (* 1962)
- Pedro Chissano (* 1956)
- Paulina Chiziane (* 1955)
- Mia Couto (* 1955)
- José Craveirinha (1922–2003)

## D
- João Bernardo Dias (1926–1949)

## E
- Vítor Evaristo (* 1926)

## G
- Fernando Ganhão

## H
- Luís Bernardo Honwana (* 1942)

## K
- Ungulani Ba Ka Khosa (* 1957)
- Rui Knopfli (1932–1997)

## L
- Fátima Langa (1953–2017)
- Eugénio Lisboa (* 1930)

## M
- Albino Magaia (* 1947)
- Lina Magaia (1940–2011)
- Malangatana Ngwenya (1936–2011)
- Guilherme de Melo (1931–2013)
- Orlando Mendes (1916–1990)
- Lília Momplé (* 1935)
- Hélder Muteia (* 1960)
- Amélia Muge (* 1952)

## N
- Rui Nogar (1935–1993)
- Rui de Noronha (1909–1943)

## P
- Marcelo Panguana (* 1951)
- Luís Carlos Patraquim (* 1953)

## S
- Nelson Saúte (* 1967)
- Calane da Silva (1945–2021)
- Glória de Sant’Anna (1925–2009)
- Marcelino dos Santos (1929–2020)
- Noémia de Sousa (1926–2002)

## V
- Teodomiro Leite de Vasconcelos (1944–1997)
- Jorge Viegas (* 1947)

## W
- Eduardo White (1963–2014)